# Magnus Cederblad
Magnus Adent Cederblad, född 1964 i Umeå, är en svensk kampsportare.
Magnus Cederblad har bland annat vunnit Europamästerskapen i Jujutsu fem gånger samt ett stort antal SM-medaljer i jujutsu, judo, kickboxning och taekwondo. Han valdes in i Stockholmspolisens Judo (SPIF) Hall of Fame 1991 samt i JuJutsuns Hall of Fame av Svenska Jujutsufederationen 2010.
Cederblad graderades 2004 till 6 dan i Jujutsu av stormästaren Yasumoto Akiyoshi Soke 10 Dan från Japan. 2014 graderades han till 7 dan i Jujutsu av Riksgraderingskommittén  och 2020 till 8 dan hanshi i jujitsu av soke Leif Hermansson, 10 dan hanshi och dr Hokama Tetsuhiro, 10 dan hanshi från Okinawa under WTMAS (World Traditional Martial Arts Society).
Magnus Cederblad startade sin egen jujutsustil Suginoha ryu (1998). Han har gjort mindre roller i några av Mats Helge Olssons filmer.
I slutet av 1980-talet arbetade Magnus Cederblad som livvakt åt kung Carl XVI Gustaf under invigningen av ishockey-VM i Globen (1989) samt startade Svenska Livvaktsskolan. Han gjorde även militärtjänst som jägare på K4 i Arvidsjaur 1984–1985.
Magnus Cederblad utnämndes till Knight of Malta, med utmärkelsen Grand Cross of Malta och dubbades till riddare av Sovereign Order of Saint John of Jerusalem (Knights of Malta, Federation of the Autonomous Priories, KMFAP) under sommaren 2020. Riddarvärdigheten innebär att han har titeln Sir.

## Utmärkelser
- Stockholmspolisens bragdpris 1988[7]
- Riksidrottsförbundets "storgrabb" 1988
- Stockholmspolisens bragdpris 1989
- Stockholmspolisens Judo Hall of Fame 1991[1]
- Svenska institutet för sociala uppfinningar ”hedersomnämnande som social uppfinnare” 1993
- Svenska Budoförbundets högsta förtjänsttecken 1997
- Svenska Jujutsufederationen Hall of Fame 2010[3]
- Svenska Judoförbundets högsta förtjänsttecken 2010
- Svenska Jujutsufederationen högsta förtjänsttecken 2017
- Svenska Idrottsrörelsens Studieförbund Stockholm Högsta utmärkelsen guldmedalj 2020
- Sovereign Order of Saint John of Jerusalem (KMFAP) Knight of Malta, Grand Cross of Malta 2020
- Aftonbladet "Topp 1 i Sverige" Sveriges bästa livvakt 2021[8]
- Hokutoryu 8e Dan 2022[9]
- Global Security Association (GSA) Silver Cross of Merit 2022[9]

## Längdskidor
Magnus Cederblad har även haft en karriär inom längdskidor.
- 2011 Vasaloppet 90 km.
- 2012 Halvvasan (Vasaloppet 45).
- 2013 Marcialonga 70 km,  
  - Magnus Cederblad åkte årets Marcialonga 70 km skidor klassisk stil med en fraktur i vänster lilltå. "Foten ömmade lite granna men annars så kändes allting bra." Intervju med Magnus i Företagsmagazinet.

- 2014 König Ludwig Lauf Oberammergau (Tyskland) 46 km.

- 2015 Swix Skii Classic's Ladiagonela Engadin, St. Moritz.

## Filmografi
| Titel                  | År   | Roll                                            |
| ---------------------- | ---- | ----------------------------------------------- |
| Animal Protector       | 1989 | okrediterad                                     |
| The Russian Terminator | 1989 | Russian Ninja                                   |
| Grottmorden            | 1989 | Mike                                            |
| Ninja Mission 2000     | 2000 | kampsportskoreograf                             |
| Vår tid är nu          | 2019 | polis i säsong 3, avsnitt 6                     |
| Samhällskollaps        | 2022 | livvakt åt Felix Herngren i säsong 1, avsnitt 2 |